# پراکندگی تجمعی

انگل‌ها به‌طور بسیار نابرابر میان میزبان‌های خود پراکنده می‌شوند، بیشتر میزبان‌ها بدون انگل هستند و تعداد کمی میزبان دارای تعداد زیادی انگل هستند. این چولگی، نمونه‌برداری را دشوار می‌کند و نیاز به استفاده دقیق از آمار دارد.

پراکندگی تجمعی یا پراکندگی انباشته (به انگلیسی: Aggregated distribution)، که معمولاً در میان شکارگران و انگل‌ها یافت می‌شود، یک الگوی توزیع آماری بسیار ناهموار (منحرف) است که در آن در مناطقی که ممکن است به‌طور گسترده از هم جدا شوند، جایی که طعمه یا میزبان آن‌ها با تراکم بالا هستند، جمع‌شده (توده‌ای) یا تجمعی (انباشته) هستند. این پراکندگی، نمونه‌گیری را دشوار می‌کند و آمار پارامتری رایج را نامعتبر می‌کند. الگوی مشابه در میان شکارگرانی که به دنبال طعمه خود هستند یافت می‌شود.
این پدیده، نباید با پدیده پراکنش گروهی یا پراکنده‌شدن گروهی (Group dispersal) اشتباه شود.